# Черлак (Башкортостан)
Черлак (баш. Сарлаҡ, луговомар. Чарлак) — село в Дюртюлинском районе Республики Башкортостан Российской Федерации. Административный центр Черлаковского сельсовета.

## География

### Географическое положение
Расстояние до:
- районного центра (Дюртюли): 31 км,
- ближайшей ж/д станции (Янаул): 113 км.

## Население
| 2002 | 2009 | 2010 |
| ---- | ---- | ---- |
| 599  | ↘588 | ↘584 |

### Национальный состав
Согласно переписи 2002 года, преобладающая национальность — марийцы (94 %).